# گفلسبرگ
شهر گفلسبرگ در ایالت نوردراین-وستفالن در کشور آلمان واقع شده‌است.